# Delegacja do Kongresu USA stanu Luizjana

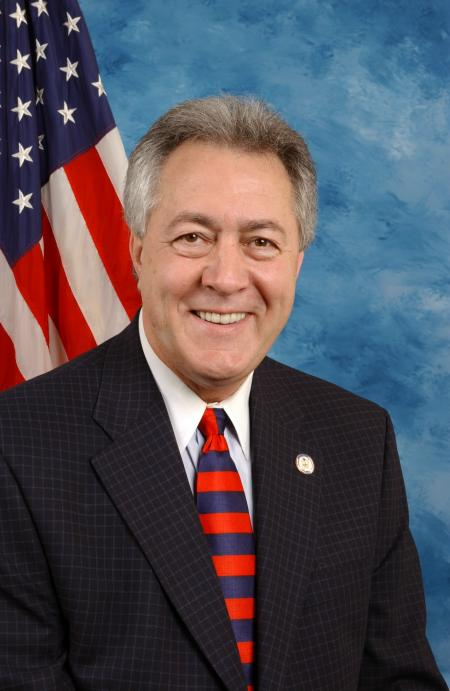
Reprezentant Rodney Alexander jest najstarszym stażem kongresmanem ze stanu (od 2003)

Delegacja do Kongresu Stanów Zjednoczonych stanu Luizjana liczy dziewięciu kongresmenów (dwóch senatorów oraz siedmiu reprezentantów). Luizjana została włączona do Stanów Zjednoczonych jako 18. stan 30 kwietnia 1812 roku. Oficjalnie delegaci z Luizjany po raz pierwszy zasiedli w Kongresie  podczas 13. Kongresu (1813–1815).
Czynne prawo wyborcze przysługuje tym Amerykanom, którym przysługuje prawo głosu w wyborach do stanowej Izby Reprezentantów (Louisiana House of Representatives).

## 111. Kongres (2009-11)
Obecna delegacja stanu Luizjana do Kongresu USA w większości składa się z członków Partii Republikańskiej, która posiada jednego senatora oraz aż sześciu na siedmiu reprezentantów. Jedynym nierepublikańskim reprezentantem z Luizjany jest członek Partii Demokratycznej, Charlie Melancon.
Oto obecny skład delegacji stanu Luizjana do Kongresu Stanów Zjednoczonych:
| Senat | Senat         | Senat  | Senat           |
| Klasa | Senator       | Partia | Urzęduje od     |
| ----- | ------------- | ------ | --------------- |
| 2     | Mary Landrieu | D      | 3 stycznia 1997 |
| 3     | David Vitter  | R      | 3 stycznia 2005 |

| Izba Reprezentantów | Izba Reprezentantów | Izba Reprezentantów | Izba Reprezentantów |
| Okręg               | Reprezentant        | Partia              | Urzęduje od         |
| ------------------- | ------------------- | ------------------- | ------------------- |
| 1                   | Steve Scalise       | R                   | 3 maja 2008         |
| 2                   | Joseph Cao          | R                   | 3 stycznia 2009     |
| 3                   | Charlie Melancon    | D                   | 3 stycznia 2005     |
| 4                   | John C. Fleming     | R                   | 3 stycznia 2009     |
| 5                   | Rodney Alexander    | R                   | 3 stycznia 2003     |
| 6                   | Bill Cassidy        | R                   | 3 stycznia 2009     |
| 7                   | Charles Boustany    | R                   | 3 stycznia 2005     |

## 110. Kongres (2007-09)
Podczas 110. Kadencji Kongresu Stanów Zjednoczonych Partia Republikańska zdobyła w Luizjanie 5 mandatów reprezentacyjnych, natomiast Demokraci wprowadzili do Izby Reprezentantów swoich dwóch przedstawicieli. Obie partie wysłały do Senatu po jednym senatorze.

## Liczba kongresmenów
Liczba delegatów ze stanu Luizjana zmieniała się na przestrzeni lat. Do 1993 stan miał prawo wysłać do Kongresu ośmiu reprezentantów, jednakże w 1993 ich liczba zmalała do siedmiu i od tego roku utrzymuje się na identycznym poziomie.

### Zmiany liczby kongresmenów
| - 1812–1823 – 1 - 1823–1843 – 3 - 1843–1863 – 4 - 1863–1873 – 5 | - 1873–1903 – 6 - 1903–1913 – 7 - 1913–1993 – 8 - od 1993 – 7 |  |